# Catedral Basílica de Nossa Senhora do Pilar (São João del-Rei)
A Catedral Basílica de Nossa Senhora do Pilar, também conhecida como Matriz de Nossa Senhora do Pilar, é a sede da Diocese de São João del-Rei, em Minas Gerais, Brasil. É um grande representante da arte colonial brasileira, contendo rica decoração em talha dourada, pinturas e estatuária, sendo tombada pelo Instituto do Patrimônio Histórico e Artístico Nacional (IPHAN).

## História
A história da Basílica está intimamente ligada à história da cidade e inicia em princípios do século XVIII, quando foi levantada entre 1703 e 1704 uma capela de pau a pique coberta de palha no alto do Morro da Forca dedicada à Virgem do Pilar. Em torno desta capela, a primeira do povoado, formou-se um arraial. Em 1709 esta capela foi incendiada durante a Guerra dos Emboabas.
Poucos anos mais tarde a Irmandade do Santíssimo Sacramento, fundada em 1711 e reservada aos homens brancos mais abastados da povoação, desejou erguer novo templo para substituir a capela primitiva que fora destruída, mas localizando-o no centro da vila. A licença para a construção foi concedida em 12 de setembro de 1721, com um desenho de Francisco de Lima Cerqueira para a fachada.

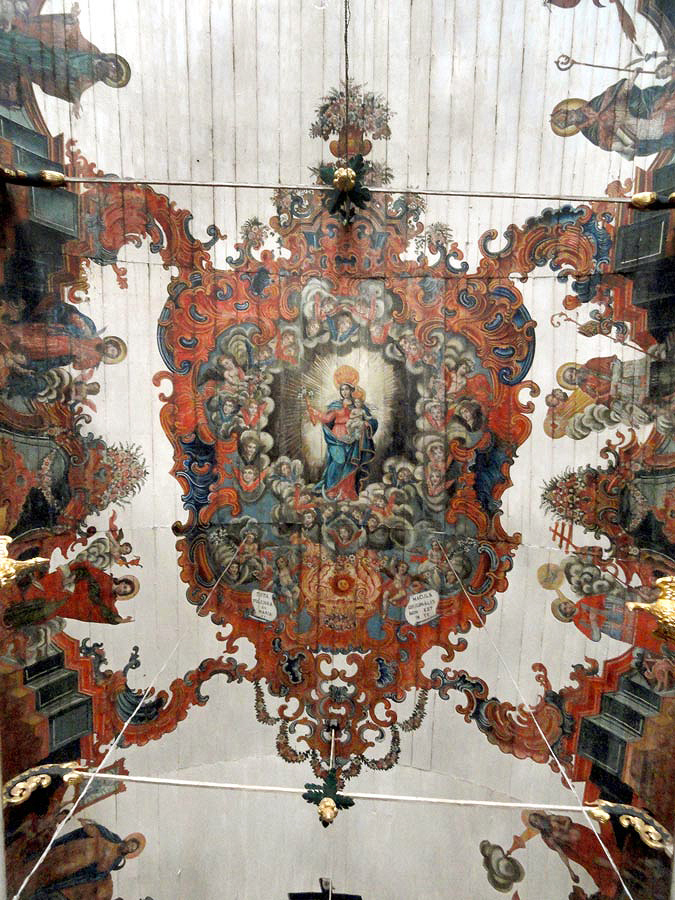
Pintura no teto da nave, atribuída a Venâncio José do Espírito Santo

As obras correram rápido e em 1732 já estava com as paredes principais levantadas, e os portais, altares e capela-mor já estavam prontos. Neste ano vieram de Portugal materiais para completar a decoração, incluindo folhas de ouro, tintas e duas pinturas em painel, A Última Ceia e Jesus em Casa de Simão. Os trabalhos foram encerrados em 1750, completando-se as torres e o forro da nave.
No início do século XIX, diante do crescimento da vila e do aumento do número de devotos, a Irmandade resolveu realizar uma grande reforma para ampliação do templo, que já tinha o estatuto de Matriz. Em 1817 foi contratado um novo risco para o frontispício com o mestre Manoel Victor de Jesus e foi realizada nova pintura no forro da nave, mas as obras tiveram que esperar a chegada do vigário José Dias Custódio para tomarem impulso. O edifício foi extensamente renovado, com intervenções na fachada, no forro interno, assoalho e sacristia, com as obras se desenvolvendo entre 1850 e 1863, incluindo a construção de um novo cemitério.
Em 1954 a imagem de Nossa Senhora do Pilar foi solenemente coroada com autorização do papa Pio XII, que a proclamou Padroeira da Cidade e do Município de São João del-Rei. Em 1960 foi criada a Diocese de São João del-Rei, ocasião em que a antiga Matriz foi elevada à condição de Catedral. Em 1965 recebeu o título de Basílica. Em 12 de janeiro de 1967 foi inaugurado um pilar de pedra no alto do Morro da Forca, no local da capela primitiva, para assinalar onde começou a devoção à Virgem do Pilar.
A sua paróquia administra também as igrejas do Carmo, do Rosário e das Mercês, a Capela de Santo Antônio e o Hospital Nossa Senhora das Mercês. No século XVIII a Matriz do Pilar deu origem a várias outras irmandades, várias delas ainda ali sediadas: Irmandade do Santíssimo Sacramento, São Miguel e Almas, Senhor dos Passos e Nossa Senhora da Boa Morte.

## O projeto

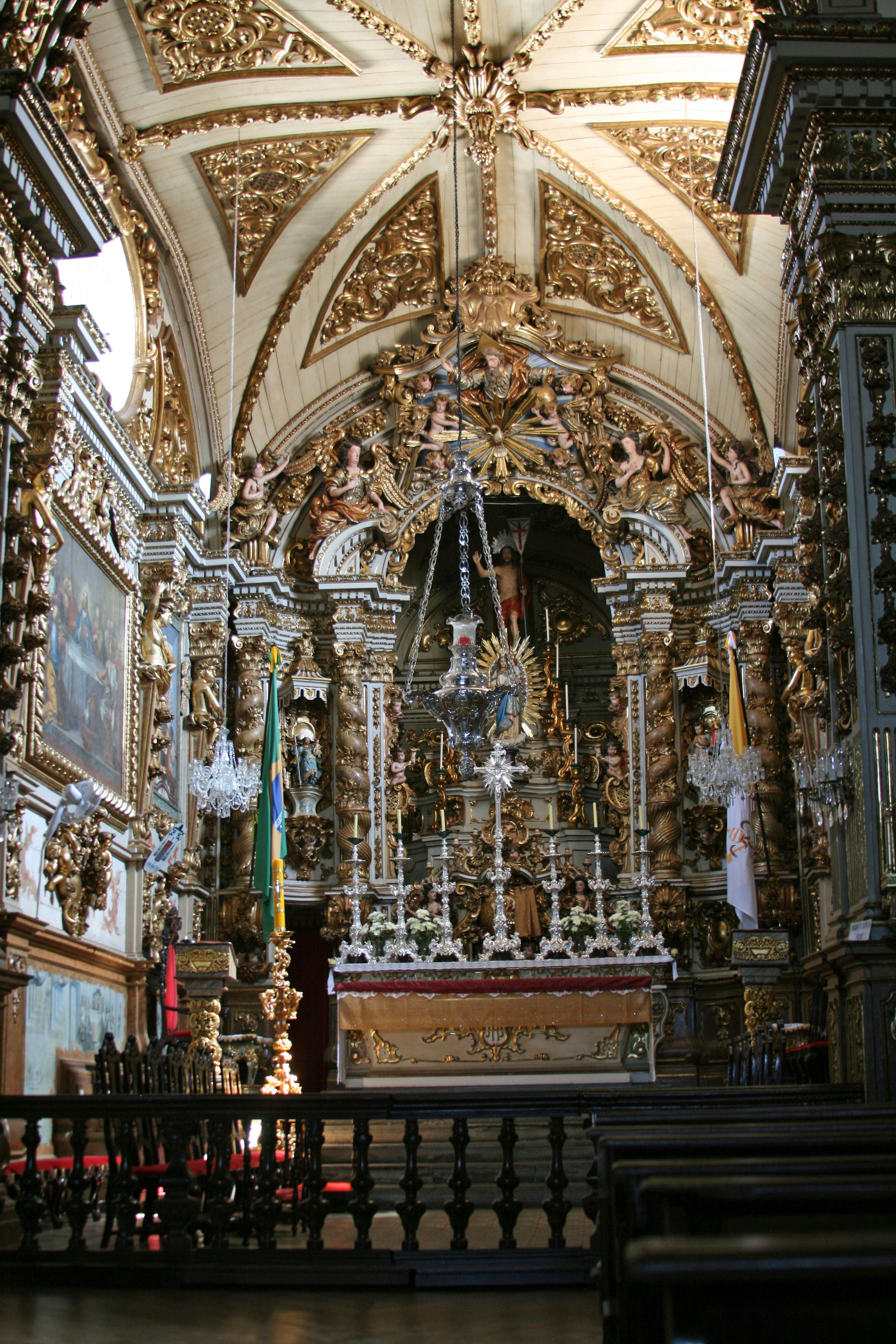
A capela-mor

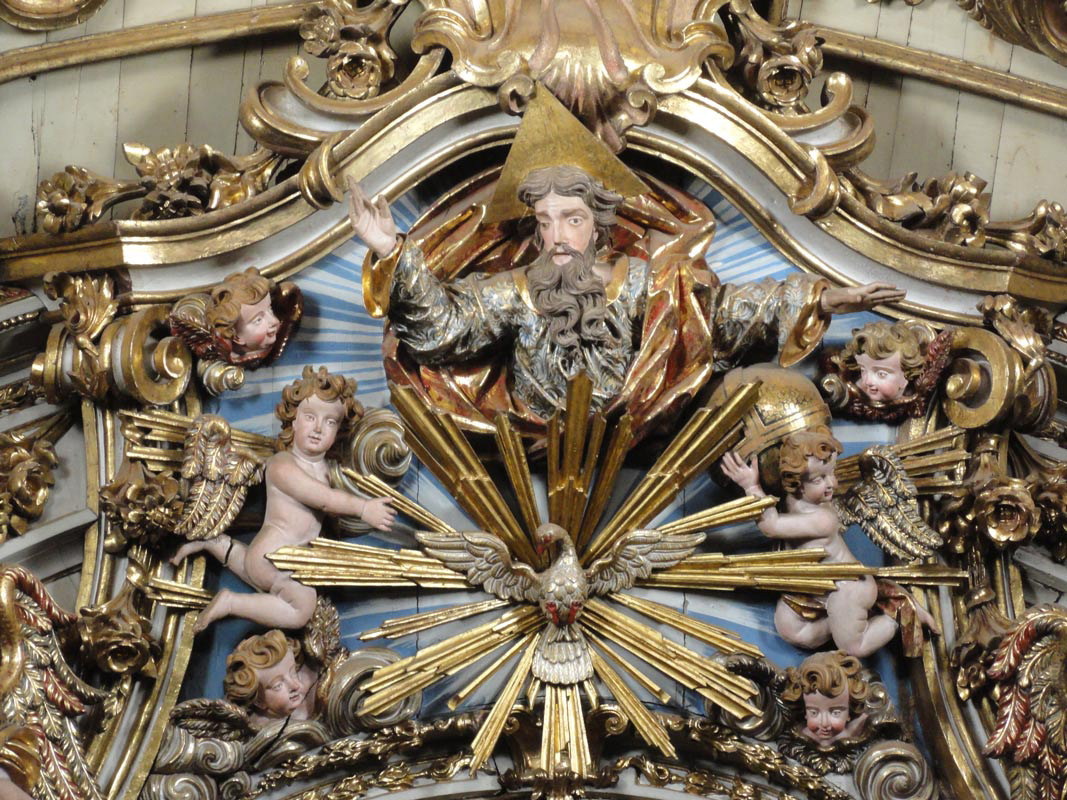
Detalhe do elaborado frontispício do altar-mor em estilo Barroco da fase Joanina, com a representação de Deus Pai e do Espírito Santo.

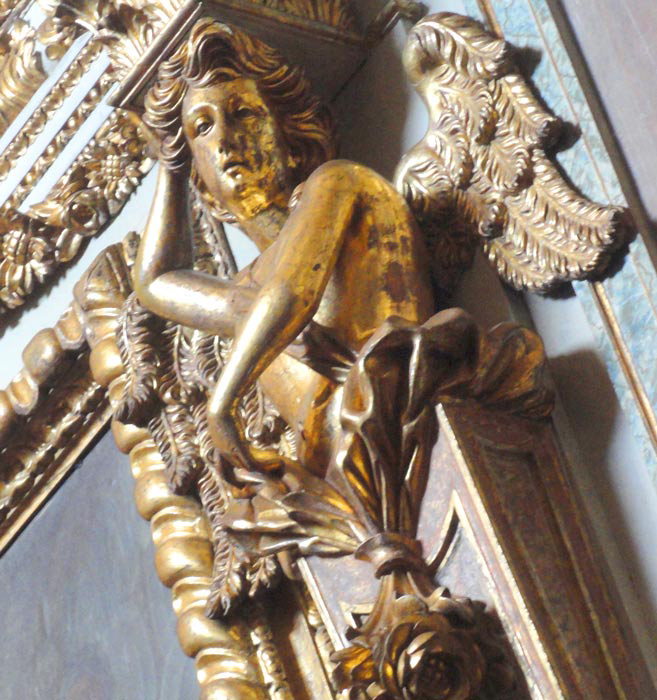
Atlante na capela-mor, sustentando os pendentes da abóbada

O prédio da Basílica foi erguido em alvenaria de pedra, e embora guarde muitos traços barrocos da construção primitiva, mostra alguma influência da estética neoclássica, introduzida nas extensas reformas a que foi submetido no século XIX. Em sua frente foi construído um adro com pavimentação de pedra, ao qual se tem acesso por uma escadaria, sendo cercado por grade de ferro e pilastras de pedra.
A fachada é impositiva, dividida no esquema tripartido comum nos tempos coloniais, composta de um bloco central para o corpo do templo e duas torres nas laterais. Cinco portas se abrem no nível térreo, duas delas sob as torres, e a central é destacada. No nível superior se alinham cinco janelões iguais com balaustrada. Todas as aberturas têm moldura de pedra e uma verga encurvada, mas são despojadas de ornamentos. Sobre o corpo do edifício foi planejado um frontão triangular tipicamente neoclássico, incluindo em si um medalhão em relevo com a imagem do Cordeiro de Deus. Sobre o conjunto foi instalada grande cruz, e nas laterais existem pináculos em forma de vaso. As duas torres têm arcos redondos para os sinos e são arrematadas com coruchéus bulbosos de partido quadrado, ornamentados por pináculos em forma de vaso.
A planta tem a disposição típica do período colonial, com uma nave única com um teto em abóbada rebaixada, altares nas laterais, um coro sobre a entrada e uma capela-mor profunda separada da nave por um arco monumental.

## Decoração
A Basílica do Pilar se destaca pela sua suntuosa decoração interna, que em linhas gerais ficou a salvo das renovações neoclássicas que afetaram principalmente a fachada, preservando suas feições originais, que transitam do Barroco Joanino ao Rococó. Seis altares se alinham ao longo da nave, quatro nas laterais e dois junto ao arco do cruzeiro, apresentando sofisticada e densa talha dourada que prima pelos motivos vegetais, além de ter uma profusão de figuras de anjos se misturando aos arabescos, guirlandas, rocalhas, colunetas e volutas. Os altares seguem um mesmo padrão básico mas trazem algumas diferenças entre si.
O forro da nave apresenta uma grande composição em têmpera, composta por um medalhão onde aparecem a Virgem com o Menino Jesus, no centro de um esplendor de nuvens povoadas de querubins e emoldurados por grandes rocalhas. Nas margens da composição se alinha uma série de figuras dos Doutores da Igreja. Sua autoria é desconhecida.
A capela-mor ressalta pela sua grande riqueza. Na apreciação do IPHAN,
"As paredes laterais são constituídas por duas grandes telas, vindas de Portugal em 1732, representando A Última Ceia e Jesus em Casa de Simão. Trata-se de obras de caráter erudito, executadas dentro do espírito barroco. Apresentam rica moldura dourada e são ladeadas por pilastras esculpidas, de onde saem figuras de anjos aladas. O altar-mor apresenta colunas torsas e ornamentação profusa, com figuras de anjos e dominada pela imagem do Pai Eterno, a Pomba do Divino Espírito Santo, formando a Santíssima Trindade com o Crucificado no altar. Sobre o trono do altar encontra-se a antiga imagem da padroeira. O forro da capela-mor é em forma de cúpula sobre pendentes, com as arestas marcadas por molduras trabalhadas e os panos da abóbada com painéis ornamentados. No cruzamento das arestas há uma grande rosácea esculpida e dourada".
A Basílica conta com expressiva estatuária em seus altares, com destaque para a imagem da padroeira no altar-mor, uma grande representação da Virgem do Pilar sobre nuvens e querubins emoldurada por um esplendor de ouro, e uma imagem de Nossa Senhora da Assunção realizada pelo mestre Valentim Correa Paes.

## Conservação
A Basílica está em bom estado geral de conservação mas já passou por períodos difíceis e o tempo deteriorou diversos elementos. Em 2003 vários trechos do interior passaram por obras de restauro. Em 2011 uma pequena parte de uma parede externa ruiu por força das muitas chuvas que caíram, mas os danos foram leves e puderam ser reparados logo em seguida usando as técnicas originais. Porém, no mesmo ano outras chuvas provocaram infiltrações pelo telhado. No fim de 2011 foi criada uma Comissão Diocesana de Bens Culturais para gerenciar as obras de conservação dos templos da Diocese.
Também ocorreram diversos furtos de objetos preciosos, um problema gravíssimo que têm comprometido a maioria do patrimônio histórico do Brasil. O Ministério Público de Minas calcula que cerca de 60% do patrimônio móvel original das igrejas mineiras já desapareceu. Os furtos no Pilar começaram já em 1789, quando um escravo levou as lâmpadas de prata dos altares de Nossa Senhora do Terço e de Sant'Ana. Em 1811 sumiu o lampadário do altar de Nossa Senhora da Conceição e em 1896 foram levados quatro anjos do altar-mor. Em 2011 foi instalado um sistema de vigilância interna com câmaras ocultas a fim de impedir vandalismos.

## Tradições

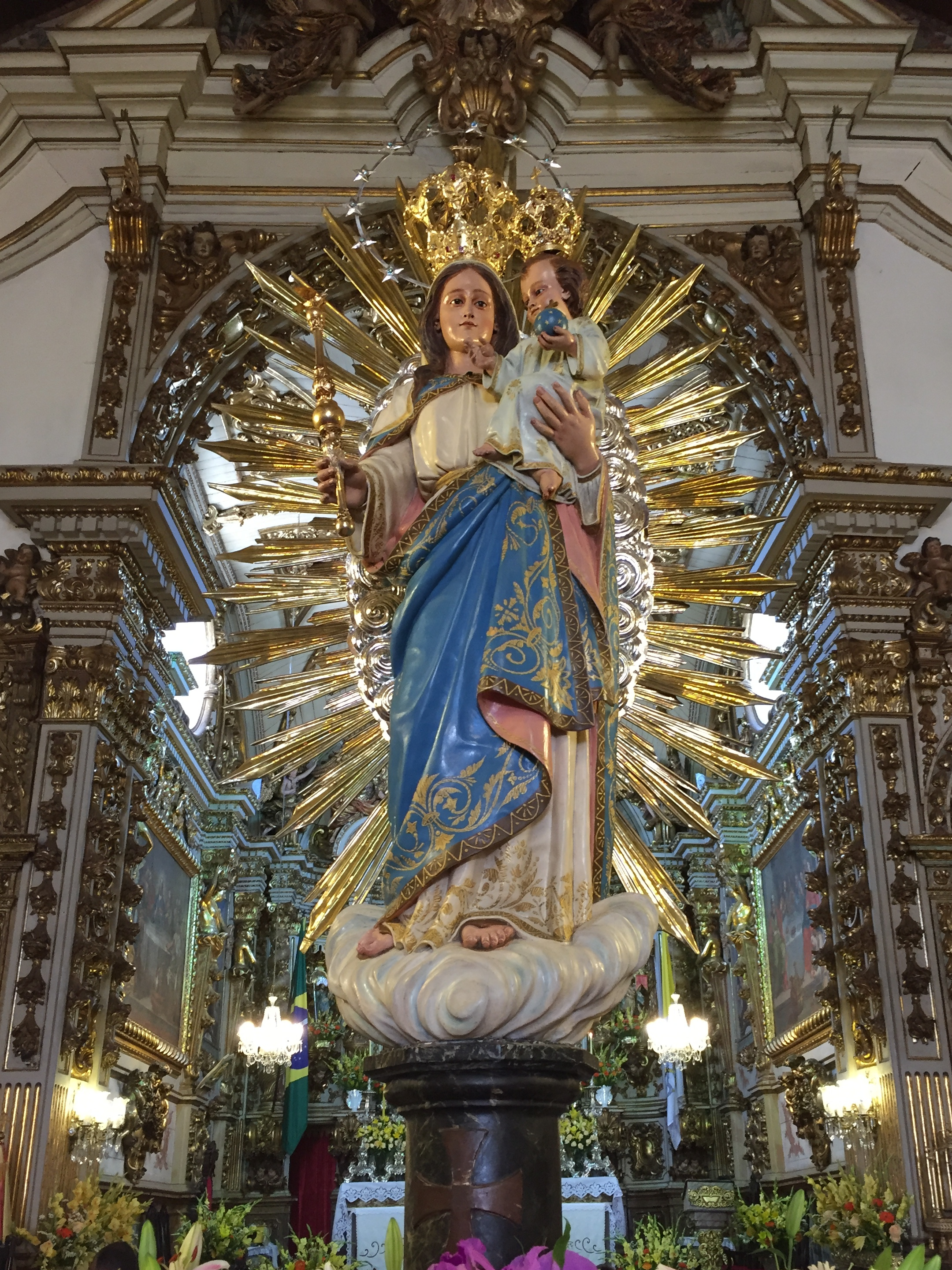
Imagem de Nossa Senhora do Pilar que preside o trono da Catedral Basílica. Obra executada pelo escultor espanhol Cyriaco da Costa Tavares, em 1922, no Rio de Janeiro.

A antiga Matriz do Pilar desde cedo se tornou o principal polo de devoção da região, já que São João del-Rei era a maior comarca da província e fora erguida em uma antiga encruzilhada de rotas que atravessavam o sertão mineiro. O culto logo se tornou opulento, de acordo com a riqueza decorativa de seu interior, contando com música orquestral e vocal, suas festividades e procissões atraíam devotos de todo o entorno, e as irmandades que ali tinham sede rivalizavam na riqueza do cerimonial de seus padroeiros, fazendo importantes doações em dinheiro, alfaias e joias para ornamentação da estatuária e altares. Sendo a Matriz da cidade, ali se concentravam algumas das cerimônias mais importantes. O viajante inglês John Luccock descreveu a população de São João del-Rei no início do século XIX como “a mais séria e atenta tanto às rezas como ao sermão, do que todas quantas até hoje vi, em qualquer país católico ou localidade da religião romana". Como disse Daniela dos Santos Souza,
"Para manifestar tamanha religiosidade, o que não faltou foi oportunidade para os fiéis. A programação religiosa na vila era intensa. Além dos principais eventos do calendário litúrgico, como a Quaresma, a Semana Santa, a celebração de Corpus Christi e o Natal, as festas em homenagem aos santos padroeiros das irmandades movimentavam a vida cotidiana dos devotos o ano inteiro. Todas elas tinham direito a missas cantadas, sermões, procissões, matinas no dia, véspera e novenas de costume".
Essa intensa devoção não impedia que fortes preconceitos florescessem entre as irmandades, espelhando a sociedade rigidamente estratificada e escravocrata do período. O Compromisso da Irmandade do Senhor dos Passos, fundada em um dos altares da Matriz do Pilar, é um exemplo:
"Os irmãos que se receberem hão de ser sem nenhum escrúpulo limpos de geração, ou sejam nobres ou oficiais, e dos que não forem nobres, não sejam menos à sua esfera, que oficiais, e assim não terão uns e outros raça de judeu, mouro, mulato, ou de novo convertidos de alguma infecta nação; sejam também livre de infâmia ou por sentença ou pela opinião comum; e o mesmo se entenderá das mulheres. Os que quiserem entrar nesta irmandade farão petição à Mesa, na dita petição hão de nomear os nomes de seus pais e avós e da mesma sorte dos de suas mulheres com as terras aonde nasceram".
No entanto, outras das irmandades ali constituídas eram mais tolerantes, como as de Nossa Senhora da Boa Morte e de São Gonçalo Garcia, que admitiam negros e pardos.

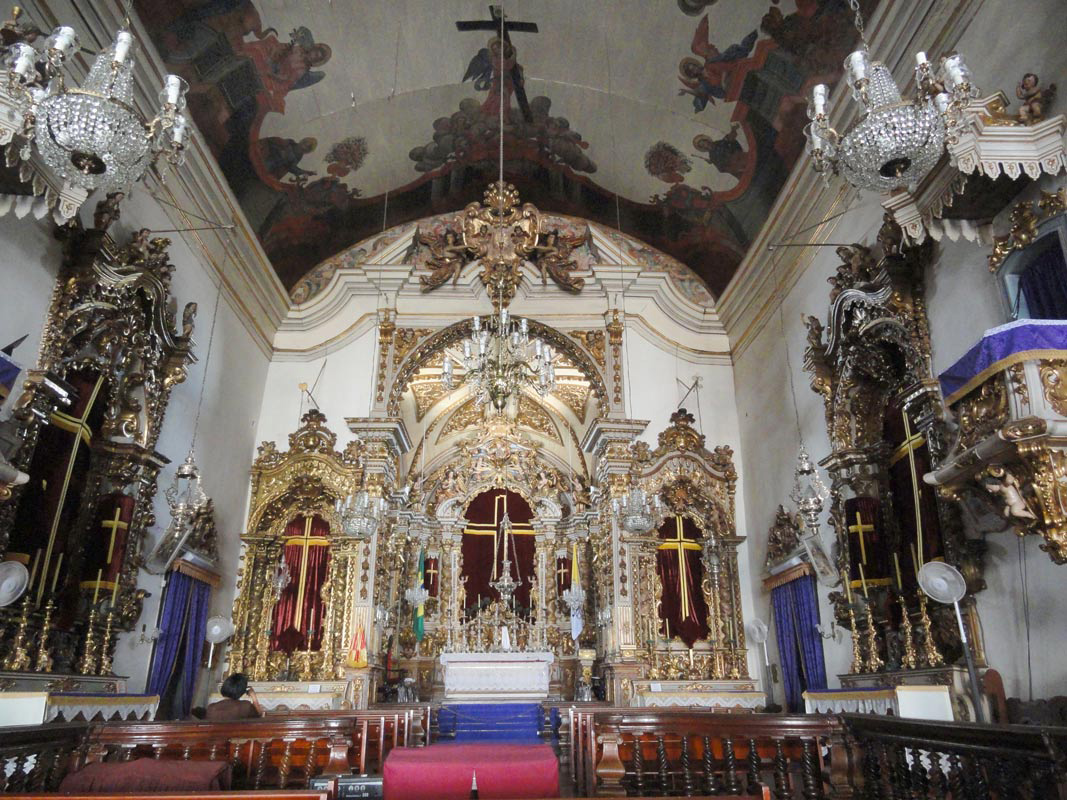
Trecho da nave e a capela-mor. Os altares cobertos durante a Quaresma assinalam o luto pela morte de Cristo

Com a grande mudança nos costumes que se operou depois, o culto se tornou ainda mais liberal, mas algumas irmandades ainda preservam tradições religiosas que têm séculos de história, entre elas as da Semana Santa, que é a maior celebração religiosa e cultural da cidade e atrai 30 mil peregrinos e visitantes a cada ano. Nesta ocasião ocorre na Basílica a coroação solene de Nossa Senhora, quando o bispo, ao som da antífona Regina Caeli laetare, retira da imagem de Nossa Senhora das Dores as espadas cravadas em seu coração e lhe impõe uma coroa de prata para assinalar a transformação da Senhora das Dores na Senhora da Alegria. Em seguida é entoado o Te Deum em ação de graças e o bispo concede uma indulgência plenária aos devotos.
Na Semana Santa também são realizadas outras cerimônias muito antigas, como o Ofício de Trevas, que apesar de ter se tornado opcional para as igrejas depois do Concílio Vaticano II, foi preservado pela Basílica. Ele inclui lamentos, orações, salmos e leituras, a fim de relembrar os sofrimentos de Cristo durante a Paixão. Conforme esclareceu o pároco Geraldo Magela, durante o Ofício...
"14 das 15 velas de um candelabro triangular no altar são apagadas após cada salmo. Representa a glória de Cristo que se apaga no sofrimento da Paixão. É uma cerimônia dramática, que leva à contemplação do sofrimento e da incompreensão que Cristo sofreu. A 15ª vela, que fica no vértice do triângulo, não pode ser apagada. Ela representa Cristo Luz do Mundo. [...] Esta vela é retirada do altar e escondida, representando o período entre Sexta-feira Santa e madrugada de Domingo de Páscoa, em que Jesus ficou no sepulcro. Nesse momento toda a igreja fica no escuro. Quando se apagam todas as luzes, as pessoas batem os pés no assoalho da igreja. A vida fica sem luz, as trevas tomam conta do lugar. Dá aquele estrondo. Quando as luzes se acendem, representa a ressurreição de Cristo".
No domingo de Páscoa é celebrada missa solene e a festiva procissão em honra ao Santíssimo Sacramento, ao fim da qual é dada uma bênção especial e os fiéis cantam um hino em louvor de Nossa Senhora do Pilar. Ao longo da Semana as cerimônias são abrilhantadas pela antiga Orquestra Ribeiro Bastos, fundada em 1790, que executa obras dos autores mineiros e em particular dos compositores são-joanenses. O pároco também referiu que as novas gerações têm sido estimuladas a participar pela forte tradição de religiosidade do local:
“São cerimônias com mais de 300 anos, que ainda possuem apelo na atualidade. A gente vê jovens se preparando para o canto gregoriano, entendendo que não é um teatro, abraçando com cuidado o sentido desta celebração. É algo que faz parte do ‘ser são-joanense’, assim como as crianças que sonham em ser sineiros por conviver com eles. Uma garantia de que vai perpetuar para as próximas gerações”.